# Фак, Фёдор Кузьмич
Фёдор Кузьмич Фак (13 сентября 1913 — 27 декабря 1974) — участник Великой Отечественной войны, начальник связи эскадрильи 150-го бомбардировочного авиационного полка 46-й смешанной авиационной дивизии Калининского фронта, младший лейтенант. Герой Советского Союза.

## Биография
Родился 13 сентября 1913 года на хуторе Дубовский области Войска Донского (ныне Дубовский район Ростовской области) в семье рабочего. Украинец.
Детство прошло в селе Клепалы Бурынского района Сумской области (Украина). Окончил 7 классов и школу ФЗУ. Работал на Конотопском паровозоремонтном заводе.
В Красной Армии с 1935 года. Учился в полковой школе при 23-м кавалерийском полку. В 1937 году окончил Харьковскую военно-авиационную школу.
Участник Великой Отечественной войны с июля 1941 года. Воевал на Западном, Калининском, Сталинградском, Брянском, Степном, Воронежском, 1-м и 2-м Украинских фронтах. Член ВКП(б)/КПСС с 1942 года.
Начальник связи эскадрильи младший лейтенант Фёдор Фак к январю 1942 года участвовал в 204 боевых вылетах (из них 101 — ночью) на бомбардировку живой силы и техники противника, складов с боеприпасами и горючим, в результате чего врагу был нанесен большой урон.
Указом Президиума Верховного Совета СССР «О присвоении звания Героя Советского Союза начальствующему и рядовому составу Красной Армии» от 5 мая 1942 года за «образцовое выполнение боевых заданий командования на фронте борьбы с немецкими захватчиками и проявленные при этом отвагу и геройство» удостоен звания Героя Советского Союза с вручением ордена Ленина и медали «Золотая Звезда» (№ 573).
Боевой путь закончил в Чехословакии. За годы Великой Отечественной войны совершил свыше 300 боевых вылетов.
После войны продолжал службу в ВВС СССР. В 1950 году окончил Высшую офицерскую авиационную школу штурманов.
С 1959 года подполковник Ф. К. Фак — в запасе. Работал некоторое время в Иркутском аэропорту. С 1970 года жил в городе Путивль Сумской области.
Умер 27 декабря 1974 года. Похоронен на Центральном кладбище в Путивле.

## Награды
- Награждён тремя орденами Красного Знамени, орденом Александра Невского, двумя орденами Отечественной войны 1-й степени, орденом Красной Звезды, медалями[3][4].

## Память
Имя Героя Советского Союза Ф. К. Фак увековечено на памятной доске на Аллее Героев в городе Чугуев.